# Hvalfangeren fra New England
Hvalfangeren fra New England er en amerikansk stumfilm fra 1922 af Elmer Clifton.

## Medvirkende
- William Walcott som Charles W. Morgan
- Marguerite Courtot som Patience
- Raymond McKee som Allan Dexter
- Clara Bow som Dot
- J. Thornton Baston som Samuel Siggs
- Patrick Hartigan som Jake Finner